# Guillaume-Gommaire Kennis
Guillaume-Gommaire Kennis (auch Willem-Gommaar Kennis; * 30. April 1717 in Lier; † 10. Mai 1789 in Löwen) war ein Violinist, Komponist und Kapellmeister der Vorklassik.

## Leben
Anfänglich war er Chorknabe an der St.-Gummarius-Kirche in Lier, im Alter von elf Jahren wurde er 2. Violinist im Kirchenorchester. 1742 erfolgte die Ernennung zum Kapellmeister. Aus der Zeit in Lier sind acht Kompositionen von Kennis bekannt.
1750 verließ er seine Heimatstadt, um in der Universitätsstadt Löwen den Posten des Kapellmeisters an der St.-Pieters-Kirche anzunehmen. Auf seiner Durchreise vermerkte der englische Musikbiograph Charles Burney 1772 in seinem Tagebuch: „Kennis ist nicht nur der berühmteste Violinist Löwens, sondern des ganzen Landes […] die Soli, die er für sein Instrument schreibt, sind von solcher Schwierigkeit, dass niemand es wagt sie aufzuführen“. Kennis komponierte in der Tat eine ganze Reihe virtuoser Werke für Violine, die zumeist in London und Paris verlegt wurden. Nachdem Kaiserin Maria Theresia Kennis virtuoses Spiel gehört hatte, schenkte sie ihm eine wertvolle Geige von Jakob Stainer, die dieser für die kaiserliche Familie hergestellt hatte.
Die englische Ausgabe seines Opus 4 wurde lange Zeit als ein Werk von Johann Christian Bach  betrachtet, zuletzt wurden die Sonaten noch 1949 in New York unter dessen Namen veröffentlicht.
Sein Sohn Guillaume-Jacques-Joseph Kennis (1768–1845) folgte dem Vater auf dem Posten des Kapellmeisters in Löwen und war im Auftrag der französischen Revolutionsregierung ab 1803 Kapellmeister an der Liebfrauenkathedrale (Antwerpen), um dort die Kirchenmusik zu reorganisieren.

## Werke (Auswahl)
- Op. 1: Sechs Sonaten für Violine, Cello und Cembalo (Lüttich, 1740)
- Op. 2: Six Sonates en Trio pour deux Violons et Basse continue (Paris, ca. 1751)
- Op. 3: Six Sonates a Violon seul & Basse continue (Selbstverlag, Löwen)
- Op. 3: Sei Sinfonie a quatro Stromenti due Violini, Alto Viola, e Baßo (Paris)
- Op. 4: Six Sonates à deux Violons (Lüttich, 1761)
- Op. 6: VI Trio da Camera, 4 a Violoncello solo, Violino et Baßo, il V.o et l’ultimo sono a due Violoncelli e Baßo (Paris, 1763)
- Op. 7: Six Sonates en Trios; deux Violons et Violoncello (Selbstverlag, Löwen)
- Op. 8: Sei Sonate a tre
- Op. 9: Sei Duetti con Violino e Violoncello (Paris, 1767)
- Op. 10: Six Sonates pour deux Violons
- Op. 11: Sechs Streichquartette
- Op. 12: Six Duos pour deux Violons (1781)
- eine Sammlung vierstimmiger Motetten mit Orgelbegleitung
- ein Responsoria pro defunctis
- eine Totenmesse Missa pro defunctis und weitere Sakralwerke